# Allophrys
Allophrys is een geslacht van gewone sluipwespen (Ichneumonidae). De wetenschappelijke naam van het geslacht werd voor het eerst geldig gepubliceerd door Förster in 1869.

## Soorten
De volgende soorten zijn bij het geslacht ingedeeld:
- Allophrys astafurovae Khalaim, 2013[2]
- Allophrys barycnemica Khalaim & Broad, 2012[3]
- Allophrys bribria Khalaim & Broad, 2012[3]
- Allophrys broadi Khalaim, 2013[2]
- Allophrys bruneiensis Khalaim, 2011
- Allophrys budongoana Khalaim, 2013
- Allophrys calculator Khalaim, 2013[2]
- Allophrys cantonensis Reshchikov & Yue, 2017[4]
- Allophrys compressor Khalaim & Broad, 2012[3]
- Allophrys cracentis Khalaim & Villemant. 2019[5]
- Allophrys daklaka Khalaim, 2018[6]
- Allophrys davichia Khalaim, 2018[7]
- Allophrys dictator Khalaim, 2013[2]
- Allophrys divaricata Horstmann, 2010[8]
- Allophrys excavator Khalaim, 2013[2]
- Allophrys granulata Khalaim, 2013[2]
- Allophrys hansoni Khalaim & Broad, 2012[3]
- Allophrys madanga Khalaim & Villemant. 2019[5]
- Allophrys matsumurai Khalaim, 2017[9]
- Allophrys megafrons Khalaim & Broad, 2012[3]
- Allophrys meggoleuca Khalaim, 2017
- Allophrys miklouhomaclayi Khalaim & Villemant. 2019[5]
- Allophrys noyesi Khalaim & Broad, 2012[3]
- Allophrys occipitata Khalaim, 2011[10]
- Allophrys oculata (Ashmead, 1895)
- Allophrys parvidentata Khalaim & Villemant. 2019[5]
- Allophrys scitula Khalaim, 2013[2]
- Allophrys takemotoi Khalaim, 2017[9]
- Allophrys tonkina Khalaim, 2018[11]
- Allophrys tractor Khalaim, 2013[2]
- Allophrys townesi (Khalaim, 2007)
- Allophrys valorosa Khalaim & Villemant. 2019[5]

### Synoniemen
Allophrys falcatus Reshchikov, 2017 => Microctonus falcatus.